# Joconal
Joconal är en ort i Honduras.   Den ligger i departementet Departamento de Santa Bárbara, i den västra delen av landet, 210 km nordväst om huvudstaden Tegucigalpa. Joconal ligger 692 meter över havet och antalet invånare är 1 206.
Terrängen runt Joconal är kuperad. Runt Joconal är det ganska tätbefolkat, med 134 invånare per kvadratkilometer. Närmaste större samhälle är Macuelizo, 12,5 km sydost om Joconal. 